# تپه آسمان دول
تپه آسمان دول در شهرستان خرم‌آباد، بخش دوره چگنی، دهستان تشکن، ۲ کیلومتری شمال روستای چشمه زمزم واقع شده و این اثر در تاریخ ۲۲ اسفند ۱۳۸۵ با شمارهٔ ثبت ۱۸۱۷۳ به‌عنوان یکی از آثار ملی ایران به ثبت رسیده است.